# Энен-Льетар д’Альзас, Филипп-Габриель-Морис-Жозеф де
Филипп-Габриель-Морис-Жозеф де Энен-Льетар д'Альзас (фр. Philippe-Gabriel-Maurice-Joseph de Hénin-Liétard d'Alsace; 12 сентября 1736 — 24 июля 1804, Париж), князь де Шиме и Священной Римской империи, граф де Буссю и де Бомон — военный и государственный деятель Франции и Австрийских Нидерландов.

## Биография
Второй сын Александра-Габриеля-Жозефа де Энен-Льетара, князя де Шиме, и Габриели-Франсуазы де Бово-Кран.
В 1757 году вступил в духовное сословие, но после смерти малолетнего племянника в 1761 году получил от папы Климента XIII разрешение от обетов, и унаследовал титулы князя де Шиме, графа де Буссю, маркиза де Ла-Вера и Флиссингена, барона Лидкерке, Комина, Андерлева, Халевина, виконта де Ломбек и Гран-Рен, сеньора земли и пэрии Авен, первого пэра графств Эно и Намюр, гранда Испании 1-го класса.
Полковник, затем бригадир пехоты на французской службе, рыцарь ордена Святого Губерта и ордена Святого Людовика (1779). С 1778 года проживал во Флоренции, исполняя дипломатические поручения в интересах Людовика XVI и императора Австрии, пожаловавшего князя в рыцари ордена Золотого руна (1792).
18 августа 1783 добился возвращения во владение семьи земель Шиме и Бомон, секвестрированных Советом Эно еще в середине XVII века. В 1788 году началась Брабантская революция, вскоре распространившаяся на Эно. Штаты Эно упразднили сословные привилегии. В 1790 году австрийские войска подавили революционное движение, но в 1794 году французская оккупация окончательно ликвидировала феодальные порядки. В том же году был гильотинирован младший брат князя, граф де Бомон; его владения были конфискованы, но князь де Шиме добился их реституции.
Последний князь де Шиме и граф де Буссю из дома Энен-Льетаров умер в 1804 году в Париже и был погребен в Буссю. Памятник ему был установлен в коллегиальной церкви Шиме.

## Семья
Жена (25.09.1762): Лаура-Августа де Фитц-Джеймс (7.12.1744—26.09.1814), дочь герцога Шарля де Фитц-Джеймса и Виктуар Гойон де Матиньон
Брак был бездетным; по завещанию от 24 мессидора XI года республики (1803) наследниками становились его племянники Виктор-Морис и Франсуа-Жозеф де Рике.